# Ansamblul bisericii „Sf. Nicolae” din Târgu Ocna
Ansamblul bisericii „Sfântul Nicolae” din Târgu Ocna este un ansamblu de monumente istorice aflat pe teritoriul orașului Târgu Ocna.
Ansamblul este format din următoarele monumente:
- Biserica „Sfântul Nicolae” (cod LMI BC-II-m-A-00908.01)
- Zid de incintă (cod LMI BC-II-m-A-00908.02)
- Ansamblul memorial 1916–1918 (cod LMI BC-IV-m-A-00908.03)